# Бёмер, Пауль
Пауль Бёмер (нем. Paul Böhmer, 3 мая 1907 — 5 января 1983) — немецкий борец, призёр чемпионатов Европы.

## Биография
Родился в 1907 году в Бад-Штаффельштайне. В 1935 году стал серебряным призёром чемпионата Европы по греко-римской борьбе. В 1937 году стал чемпионом Германии по вольной борьбе, а на чемпионате Европы по вольной борьбе завоевал серебряную медаль.